# Lassad Nouioui
Lassad Hassen Nouioui (Marseille, 8 maart 1986) is een Tunesisch-Frans voormalig voetballer.

## Clubcarrière

### Deportivo La Coruña
Nouioui werd geboren in Marseille, Frankrijk, en tekende in januari 2008 een contract bij Deportivo La Coruña. Hij kwam transfervrij over van LB Châteauroux, dat uitkwam in de Ligue 2. Na indrukwekkend spel in het B-elftal van Deportivo maakte hij op 1 februari 2009 zijn debuut in het eerste elftal in de met 3−0 gewonnen wedstrijd tegen Villarreal. Hij kwam enkele minuten voor tijd het veld in als vervanger van Riki. Een week later versierde hij een strafschop in de uitwedstrijd tegen RCD Mallorca, wat resulteerde in een 1−1 gelijkspel.
Op 13 februari 2009 tekende Nouioui een profcontract bij Deportivo, waarmee hij zich tot medio 2012 aan de club verbond. Twee maanden later, op 5 april, maakte hij zijn eerste doelpunt in de Primera División in de met 1−3 verloren wedstrijd tegen Espanyol. Na een seizoen werd hij in het seizoen 2009/10 officieel gepromoveerd naar het eerste team. Door blessureleed kwam hij niet verder dan negentien competitieoptredens.
In het seizoen 2010/11 was Nouioui volledig hersteld en kwam hij tot drieëndertig optredens waarin hij vijfmaal het net wist te vinden. Deportivo eindigde op de achttiende plaats en degradeerde hierdoor voor het eerst sinds twintig jaar weer naar de Segunda División. Het volgende seizoen keerde de club met hulp van Nouioui weer terug op het hoogste niveau.

### Celtic
Op 2 september 2012 tekende Nouioui een contract tot medio 2014 bij Celtic, nadat zijn contract bij Deportivo werd ontbonden en hij de medische keuring had doorlopen. Er was veel discussie rond de transfer omdat Levante claimde de speler al te hebben gecontracteerd, die zelf zei dat Celtic zijn eerste keus was.
Op 17 november 2012 maakte Nouioui zijn eerste doelpunt in dienst van Celtic. In de 0−2 uitoverwinning tegen Aberdeen tekende hij voor de openingstreffer. Elf dagen later maakte hij zijn tweede doelpunt tegen Heart of Midlothian.
Op 31 augustus 2013, nadat hij in totaal negentien officiële wedstrijden voor Celtic had gespeeld, werd zijn contract ontbonden.

### Arouca
Nouioui tekende op 4 december 2013 bij Arouca, uitkomend in de Primeira Liga. Hij maakte elf dagen later zijn competitiedebuut. In de met 0−2 verloren thuiswedstrijd tegen Vitória kwam hij vijfendertig minuten voor tijd binnen de lijnen.

### Club Africain
Op 2 september 2015, na een korte periode bij FC Tokyo, tekende Nouioui een contract tot medio 2017 bij het Tunesische Club Africain. Medio 2017 liep zijn contract af.

### CD Toledo
In februari 2018 tekende hij een contract tot medio 2018 bij CD Toledo, destijds uitkomend in de Segunda División B. Op 14 april 2018 kreeg hij een hartaanval tijdens een training en werd hij naar de intensive care van een ziekenhuis in Toledo gebracht. Hij zag zichzelf gedwongen om een punt achter zijn carrière te zetten.

## Interlandcarrière
Hoewel Nouioui is geboren in Frankrijk koos hij ervoor om Tunesië te gaan vertegenwoordigen op internationaal niveau. Hij werd voor het eerst opgeroepen voor het nationale team in maart 2009 voor een wedstrijd om kwalificatie voor het WK 2010, maar kwam destijds niet in actie.
Drie maanden later maakte Nouioui wel zijn debuut. Op 4 juni 2010 kwam hij in de kwalificatiewedstrijd tegen Mozambique een kwartier voor tijd het veld in. Hij zou uiteindelijk vier interlands spelen.

## Clubstatistieken
| Seizoen     | Club                  | Competitie         | Competitie | Competitie | Beker | Beker | Internationaal | Internationaal | Totaal | Totaal |
| Seizoen     | Club                  | Competitie         | Wed.       | Dlp.       | Wed.  | Dlp.  | Wed.           | Dlp.           | Wed.   | Dlp.   |
| ----------- | --------------------- | ------------------ | ---------- | ---------- | ----- | ----- | -------------- | -------------- | ------ | ------ |
| 2007/08     | Deportivo La Coruña B | Segunda División B | 15         | 8          | −     | −     | −              | −              | 15     | 8      |
| 2008/09     | Deportivo La Coruña B | Segunda División B | 20         | 8          | −     | −     | −              | −              | 20     | 8      |
| Club totaal | Club totaal           | Club totaal        | 35         | 16         | 0     | 0     | 0              | 0              | 35     | 8      |
| 2008/09     | Deportivo La Coruña   | Primera División   | 14         | 3          | 0     | 0     | −              | −              | 14     | 3      |
| 2009/10     | Deportivo La Coruña   | Primera División   | 19         | 2          | 1     | 0     | −              | −              | 20     | 2      |
| 2010/11     | Deportivo La Coruña   | Primera División   | 33         | 5          | 4     | 1     | −              | −              | 37     | 6      |
| 2011/12     | Deportivo La Coruña   | Segunda División   | 33         | 14         | 3     | 4     | −              | −              | 36     | 18     |
| Club totaal | Club totaal           | Club totaal        | 99         | 24         | 8     | 5     | 0              | 0              | 107    | 29     |
| 2012/13     | Celtic                | SPL                | 14         | 3          | 3     | 0     | 2              | 0              | 19     | 3      |
| Club totaal | Club totaal           | Club totaal        | 14         | 3          | 3     | 0     | 2              | 0              | 19     | 3      |
| 2013/14     | Arouca                | Primeira Liga      | 14         | 4          | 1     | 0     | −              | −              | 15     | 4      |
| Club totaal | Club totaal           | Club totaal        | 14         | 4          | 1     | 0     | 0              | 0              | 15     | 4      |
| 2015        | FC Tokyo              | J1 League          | 2          | 0          | 2     | 0     | −              | −              | 4      | 0      |
| Club totaal | Club totaal           | Club totaal        | 2          | 0          | 2     | 0     | 0              | 0              | 4      | 0      |
| 2015/16     | Club Africain         | Nationale A        | 6          | 0          | 0     | 0     | −              | −              | 6      | 0      |
| 2016/17     | Club Africain         | Nationale A        | 0          | 0          | 0     | 0     | −              | −              | 0      | 0      |
| Club totaal | Club totaal           | Club totaal        | 6          | 0          | 0     | 0     | 0              | 0              | 6      | 0      |

## Erelijst
| Competitie              |                     |                     |                     |                     |
| Competitie              | Aantal              | Jaren               |                     |                     |
| Deportivo La Coruña     | Deportivo La Coruña | Deportivo La Coruña | Deportivo La Coruña | Deportivo La Coruña |
| ----------------------- | ------------------- | ------------------- | ------------------- | ------------------- |
| Segunda División        | 1x                  | 2011/12             |                     |                     |
| Celtic                  |                     |                     |                     |                     |
| Scottish Premier League | 1x                  | 2012/13             |                     |                     |
| Scottish Cup            | 1x                  | 2012/13             |                     |                     |